# Gustaf Ribbing (läkare)
Seved Gustaf Lindorm Ribbing, född den 15 juni 1862 i Öggestorps församling, Jönköpings län, död den 12 oktober 1918 i Göteborg, var en svensk läkare. Han var son till Carl Ribbing och måg till Johan Teodor Nordling.
Ribbing avlade medicine kandidatexamen vid Uppsala universitet 1890 och medicine licentiatexamen vid Karolinska institutet 1895. Han var praktiserande läkare i Örebro 1896–1902, läkarmissionär i Palestina 1902–1914, lasarettsunderläkare i Örnsköldsvik 1914–1916 och praktiserande läkare i Halmstad från 1916 till sin död.